# 大井武蔵野館
大井武蔵野館（おおいむさしのかん）は、かつて東京都品川区大井1-20-16に存在した映画館。

## 概要
1930年代前半、当時の東京府荏原郡大井町の映画館は大井館、大井富士館、大井キネマ、櫻館、東郷館、昭榮館の6館が存在していた。1950年代は、昭榮館が戦前から残った他、新東宝の封切館だった大井映画劇場、大井セントラル劇場、大井ミリオン座、大井スズラン座、大井銀星劇場などがあった。大井武蔵野館はこの頃に開業したといわれているが詳細は不明である。
1981年に邦画上映の「大井武蔵野館」、洋画上映の「大井ロマン」の2館体制にリニューアル。
1985年ごろ、自由が丘・武蔵野推理劇場から異動した細谷隆広が支配人に。1986年、新宿武蔵野館から異動した小野善太郎が支配人に就任。これ以降、独特の企画力でユニークな映画作品を上映し、映画ファンからの支持を得た。また、1980年代に映画製作から遠ざかっていた石井輝男監督作品を繰り返し特集・上映したことは、石井の再評価、後のカムバックにつながった。1989年、大井ロマンを廃止し再び「大井武蔵野館」1館のみの体制に戻る。
チラシなどに刷り込まれたキャッチフレーズは「名画座最後の砦」。邦画のみ上映することに特色があったが、最末期には洋画の上映も行なった。
武蔵野興業が経営していた名画座としては、自由が丘武蔵野館や中野武蔵野館があった。
1999年1月31日をもって閉館。東京都内は同時期に「松竹セントラル」（中央区築地・2月11日閉館）「亀有名画座」（葛飾区亀有・2月28日閉館）が相次いで閉館している。2000年11月、同館跡地に地上12階建てのマンション「リシェ大井」が建設された。2016年現在、品川区内の映画館は東京テアトル運営のキネカ大森と、大蔵映画運営の目黒シネマの2サイト・4スクリーンが存在している。

## 閉館後

### The 大井武蔵野館セレクション
2025年1月、東映ビデオにて、「今もし大井武蔵野館が復活したら、どのような東映映画を上映するか」というコンセプトの「The 大井武蔵野館セレクション」が4か月連続でリリースされる。大井武蔵野館の小野善太郎・元支配人と細谷隆広・営業担当がセレクト。
1月発売作品は『ポルノの女王 にっぽんSEX旅行』（1973年、中島貞夫監督）『生贄の女たち』（1978年、山本晋也監督）『江戸川乱歩全集 恐怖奇形人間』（1969年、石井輝男監督）『D坂の殺人事件』（1998年、実相寺昭雄監督）。

## 関連文献
- 太田和彦『伝説のカルト映画館 大井武蔵野館の6392日』立東舎、2023年。ISBN 9784845639632。